# Prionyx kirbii
Prionyx kirbii (Van der Linden, 1827) è una specie di imenottero solitario appartenente alla famiglia Sphecidae.

## Descrizione
Le dimensioni della femmina vanno da 13 a 18 mm, mentre quelle del maschio da 11 a 16 mm.

## Biologia
Questa specie scava nidi nel terreno e li rifornisce con uno o due ortotteri (Oedipoda sp., Chorthippus sp., Calliptamus sp.).